# Andizeti
Andizeti (Andizetes, Andisetes) je naziv malog panonskog. ilirskog plemena o kojem nema mnogo podataka, osim da su živjeli na području današnje Bosne i Hercegovine. Naziv ovog plemena javlja se na popisima ilirskih plemena koje su sačinili Rimljani. Dalje, u rimskim povijesnim zapisima stoji i da su ilirska plemena pružila žestok otpor rimskoj vladavini, posebno tijekom Batonovog ustanka u kome su Dezitijati i Andizeti dali veliki broj sposobnih ratnika.

## Etimologija
Vlastito ilirsko ime Andes, čiji se korijen riječi "And" vrlo očigledno može dovesti u vezu s nazivom ovog plemena, najčešće se pojavljuje u popisu ilirskih imena na području današnje Bosne i Hercegovine. Ostale varijante imena, koje su također česte na popisima ilirskih imena su Andis te Andio (s nešto tipičnijim ilirskim nastavkom "o", ili "on"). Ženska varijanta imena je Andia.
Samo podrijetlo imena Andis ili Andes ne može se, naravno, sa sigurnošću utvrditi, ali su zasada najsličnije albanska riječ "andja", što znači "želja, ili pobuda", a potječe od proto-albanske riječi "anda", ili "anta" istog ili sličnog značenja, zatim grčka riječ "anthos" što znači cvijet, te španjolska riječ "anden", što otprilike znači "visoravan", a koja se često navodi i kao riječ od koje potječe naziv poznatog planinskog masiva u Južnoj Americi, Ande. Starosjedioci Anda, opet, na svom jeziku, quecha, ovu planinu nazivaju "anti", što znači "planinski vrh".